# 奧爾登 (伊利諾伊州)
奧爾登（英語：Alden）是位於美國伊利諾伊州麥克亨利縣的一個非建制地區。該地的面積和人口皆未知。

## 地理
奧爾登的座標為42°27′32″N 88°31′04″W / 42.45889°N 88.51778°W，而該地的平均海拔高度為306米（即1004英尺）。